# Albert Čebulj
Albert Čebulj, slovenski inženir elektrotehnike in zaslužni profesor ljubljanske univerze, * 25. marec 1918, Glarus, Švica, † 4. december 1995, Kamnik.
Bil je izredni profesor za elektroenergetske naprave, elektriško gospodarstvo ter relejno in stikalno tehniko na Fakulteti za elektrotehniko v Ljubljani.

## Življenjepis
Maturiral je leta 1937 na ljubljanski realki. Diplomiral je za inženirja elektrotehnike na Fakulteti za elektrotehniko 14. julija 1947. Leta 1944 je bil na kalilniškem kolokviju prof. Riebensahma na Dunaju, leta 1952 tri mesece na specializaciji v Švici, leta 1956 dva meseca na specializaciji v Nemčiji. Leta 1954 se je prijavil na oddelku za elektrotehniko za doktorski izpit in udeleži kongresa CIGRE v Sarajevu kot zastopnik oddelka za elektrotehniko Univerze v Ljubljani. Leta 1960 je bil izvoljen za docenta in leta 1966 za izrednega profesorja za predmete: elektroenergetske naprave, elektriško gospodarstvo ter relejno in stikalno tehniko. Leta 1963 je bil na enomesečnem študijskem potovanju v ČSSR. Imel je 10 predavanj v strokovnih društvih in na odprti katedri. Leta 1966 je dobil prvo nagrado za iznajdbe in tehnične izboljšave sklada Borisa Kidriča za patent »Zaščitna vezava za transformatorje«. Delal je v strokovnih organizacijah in je bil sodelavec v elektro industriji. Doktoriral je leta 1969 na Fakulteti za elektrotehniko.
Opravil je številne raziskave, ekspertize in konstrukcije za elektrogospodarstvo. Čebulj je bil inovator v livarskem strojništvu, pri zaščiti transformatorskih postaj, pri konstrukciji električnih peči za tempranje (tunelska peč v livarni Titan Kamnik), pri postopkih za znižanje radijskih motenj, ki jih povzročajo visokonapetostne izolatorske verige in pri konstrukcijah centrifug za vroče cinkanje votlih predmetov in je avtor petih patentov. Na osnovi patenta lučalno kolo z regulatorjem za usmerjanje curka in s pripadajočimi konstrukcijami je nastala industrija livarskih čistilnih strojev Goriških strojnih tovarn in livarn (Gostol) v Novi Gorici; po patentu zaščitna vezava za transformatorje so v Tovarni stikalnih naprav v Mariboru vpeljali serijsko proizvodnjo tipskih transformatorskih postaj za napajanje nizkonapetostnih omrežij.
Je zaslužni profesor Univerze v Ljubljani, dobil pa je tudi Bedjaničevo nagrado in Kidričevo nagrado (1985) ter leta 1984 Vidmarjevo plaketo.
V Kamniku, kjer je živel, je bil dolgo vrsto let pevec, predsednik in častni predsednik prvega slovenskega pevskega zbora Lira.

## Delo
Od 1. marca 1943 do 30. marca 1945 je bil v službi pri Simens Schuckert Werke na Dunaju, od 5. junija 1945 do 14. oktobra 1946 v tovarni Titan v Kamniku pomočnik obratovodje, od 1. novembra 1947 asistent na oddelku za elektrotehniko tehniške fakultete Univerze v Ljubljani.
Leta 1966 je bil izvoljen za izrednega in 1971 rednega profesorja na Fakulteti za elektrotehniko v Ljubljani; od 1969-1970 in 1972-1974 je bil dekan.

### Govori
1. Govor pri odkritju spominske plošče na STARI TEHNIKI ob Aškerčevi cesti v Ljubljani dne 21.Aprila 1989.

### Skripta
1. Elektriško gospodarstvo. Ljubljana 1966, 105 str.

### Članki
1. Zaščita motorjev pri težkem zagonu. EV 1948, 100-104.
2. Primer uporabe kondenzatorjev za kompenzacijo jalovih tokov. EV 1948, 194-196.
3. Pešeljske inštalacije v betonu. EV 1956, 361-363; 1957, 142-143.
4. Enofazna elektromehanska zavora v trifazni mreži. StrojV 1957, 162-163.
5. Cena električne energije posebnih veleodjemalcev v družbi splošnih veleodjemalcev pri močnem posebnem odjemu v drugi delovni izmeni. EV 1957, 368-371
6. Enofazni priključek elektrificiranega gospodinjstva. EV 1957, 444-446.
7. Ožičenje nizkonapetostnih stikalnih naprav z uporabo žlebov iz polivinilklorida. EV 1960, 15-18.
8. Nezakasnjeni izklop v kratkostični zaščiti. EV 1962/63, 161-165.
9. Prispevek k poenostavljenju električne sheme in selektivnosti transformatorskih postaj za napajanje nizkonapetostnih omrežij. EV 1964, 165-172.
10. Šolani kadri in stikalna tehnika v SR Sloveniji. EV 1964, 128-132.
11. Uporaba stikal in stikalnih naprav. Zbornik "Posvetovanje o stikalni tehniki", Ljubljana 1964, VII/1-4
12. Kadri. Zbornik "Posvetovanje o stikalni tehniki", Ljubljana 1964, III/1-8
13. Dravske elektrarne. EV 1965/66, 253-265.
14. Drau-Kraftwerke in Slowenien. EV 1965/66, a-27 do a-38.

### Študije
1. Problem srednjih invisokih napetosti 20kV in 60kV v elektroenergetskem omrežju slovenije. I. del - Podatki, 1959. Skupaj s prof. Pehanijem.
2. Izboljšana in poenostavljena shema tipskih transformatorskih postaj 10/0,4kV, 250, 400, 500 in 630 kVA, odprta mreža Zagreb. Za HIMO - Maribor, november 1962.

### Referati
1. Uporaba vodovodnega omrežja za vzemljavanje. EV 1958, 332-336.
2. Elektrifikacija velikih stanovanjskih blokov. EV 1959, 334-336.
3. Stopenjski študij na jugoslovanjskih elektrotehniških fakultetah. Interfakultetna konferenca v Sarajevu 17.-19. maja 1963.
4. Pojenostavljena  električna shema transformatrskih stanica. CIGRE - Bled, sept./okt. 1964.
5. Povečanje pogonske sigurnosti n. n. transformatorskim stanica uproštite. CIGRE - Bled, sept./oct. 1964.
6. Usaglaševanje pravila i planova studija na elektrotehničkom fakultetima i elektrotehničkim odsecima tehničkih fakulteta u zemlji. Interfakultetna konf. v Ohridu 19.-12.6.1966.
7. Izgradnja slovenskega elektroenergetskega sistema v prihodnjih letih. Podlage za strokovni razgovor in obdelava zaključkov. 1967.

### Druge strokovne publikacije
1. 163 recenzij knjig v EV.
2. 13 referatov in člankov EV.
3. Izbrani tehnološki problemi iz gradnje livarskih čistilnih strojev. (Pregled rešenih problemov - rokopis)
4. Uredil zbornik "Posvetovanje o stikalni tehniki", Ljubljana, april 1064.

### Patentna prijava
1. Lučalno kolo z regulatorjem  za usmerjanje curka. Br. 20554, P 1336/1956.
2. Zaščitna vezava za transformatorje. Br. 24209, P 1501/1960.

## Izvedena dela
1. Preiskava zaščit generatorjev in trasformatorjev Soških hidroelektrarn v zvezi s prehodom do 42 Hz na 50 Hz, 1949-50.
2. Projekt in detaljna konstrukcija  stikalnih naprav za 3000V in 35.000V za hidrocentralo Mušovića Rijeka v Črni gori, 1949.
3. Poleg številnih manjših projektov še tile projekti za velike industrijske električne inštalacije in opreme v tovarni Titan v Kamniku: tunelna temperna peč, 1949-50; temperna livarna, 1949; objekt II in zasnova projekta  za objekt III; objekt montaže ključavnic; transformatorski postaji Titan 1 in 2; kabeljska kanalizacija in kabeljsko omrežje tovarne, 1955; oprema številnih industrijskih dvigal in strojnih naprav; energetsko vprašanje tovarne Titan.
4. Projekt inštalacij  za luč in moč za vso tovarno usnja v Kamniku, 1950.
5. Projekt za celotno električno opremo za upravno poslopje tovarne usnja Kamniku, 1954.
6. Projekt za celotno električno opremo velikega kulturnega doma Podjetja Kamnik (smodnišnica) s posebnim ozirom na dvorane, ki se obenem uporabljajo za gledališče in kino, 1951-52.
7. Konstrukcija čistilnega stroja za ulitke z lučalno turbino, v gosenični izvedbi, okrog 250 detaljnih načrtov, 1949-54.
8. Konstrukcija gornjega stroja v težki izvedbi, 1952-1955. Konstrukcija je navedena v Livarskem vestniku, Ljubljana 1956, št. 1,5.
9. Konstrukcija čistilnega stroja za ulitke z lučalno turbino v izvedbi s krilno mizo, 1953-54. Konstrukcija je navedena v Livarskem vestniku, Ljubljana 1956, št. 1,5 in 15.
10. Delal je na raziskavi peči velekalilnice Jeklarna Ravne
11. Napravil je okrog 45 projektov za avtomatske stikalne naprave za uporovne električne peči s skupno močjo 20.800kW.
12. Sodeloval pri razvoju, projektiranju in konstrukciji električnih elevatorskih tempernih peči za črno in belo tempranje v kontrolirani atmosferi. 2 peči po 5 ton sta v pogonu v titanu, Kamnik. Peči za belo tempranje gredi edina tovarna Birlec v Angliji in takih peči do sedaj niso mogle zgraditi druge tovarne npr. SSW, AEG, BBC, Nassheuer itd.Konstrukcija je originalna in ne krši angleških patentov. To so najmodernejše peči za tempranje, ki so se pojavile leta 1955 in so popolnoma izpodrinile druge temperne peči.
13. Študij plinskega razogličevanja, uporabljenega pribelem tempranju, v smeri izdelave nizkovatnih transformatorskih pločevin (od 1958/59 dalje).
14. Delo kot pod točko 12, toda 8-tonske peči (1959).
15. Doslej so vse peči gradili v dvojčkih. V smeri razvoja teh peči je ekonomsko, tehnološko in energetsko utemeljil obratovanje peči v trojčkih (1958/1959).
16. Določil je sistem toleranc pri verižnih členih za gosenice livarskih čistilnih strojev (1957).
17. Določil in organiziral je proizvodnjo materjala in izdelavo tehnološkega postopka za globoko cementiranje in kaljenje lučalnih koles za čistilne stroje. Krožne plošče 495mm Φ, 20mm debeline so zakaljene 2,5mm globoko na 66 do 67 HRc in se pri kaljenju zvijejo garantirano manj kakor 0,2mm (1956/57/58/59).
18. Projekt pocinkovalnice za fitinge (2250 ton/letno) in daljnovodne armature (600 ton/letno). Navoji pocinkani (november 1960).